# Sonic the Hedgehog Pocket Adventure
Sonic the Hedgehog Pocket Adventure (ソニック・ザ・ヘッジホッグポケットアドベンチャ?, Sonikku za Hejjihoggu Poketto Adobenchā), o semplicemente Sonic Pocket Adventure, è un videogioco a piattaforme sviluppato da SNK e pubblicato da Sega per Neo Geo Pocket Color nel 1999. Il gioco si basa su Sonic the Hedgehog 2 (1992) per Sega Mega Drive, di cui riprende gran parte dei temi dei livelli e degli elementi di gioco, ma con schemi dei livelli unici, elementi di altri giochi di Sonic the Hedgehog per Mega Drive e modalità di gioco aggiuntive. Yūji Naka di Sega e il resto del Sonic Team hanno supervisionato la produzione.
Il gioco è stato pubblicato nel dicembre 1999 e ha avuto recensioni principalmente positive. La critica ha ritenuto che Sonic Pocket Adventure fosse un adattamento fedele della formula tradizionale dei giochi di Sonic, soprattutto senza sacrificare la velocità del gioco. I recensori hanno elogiato il gioco come uno dei migliori della libreria del Neo Geo Pocket Color e hanno lodato la qualità dell'hardware di SNK. Alcuni membri del team di sviluppo SNK formarono in seguito Dimps, che sviluppò altri giochi di Sonic per dispositivi portatili come la serie Sonic Advance.

## Modalità di gioco
Sonic the Hedgehog Pocket Adventure è un platform nello stile dei classici giochi di Sonic the Hedgehog per Sega Mega Drive. Il gioco è fortemente basato su Sonic the Hedgehog 2 (1992) per Mega Drive, ma utilizza anche concetti di Sonic the Hedgehog (1991) e Sonic the Hedgehog 3 (1994). I temi dei livelli di Sonic 2 sono presenti in tutto il gioco, ma lo schema dei livelli è unico. Anche i livelli bonus sono stati tratti da Sonic 2. AllGame ha definito il gioco "una versione leggermente attenuata" di Sonic 2, mentre Official Dreamcast Magazine lo ha reputato "essenzialmente un adattamento di Sonic 2". Il giocatore deve attraversare nove zone, dove sono presenti vari nemici robot, i Badnik. Le ambientazioni sono divise in due atti. Il giocatore controlla Sonic che può attaccare i suoi nemici raggomitolandosi come una palla mentre salta, oppure tramite uno Spin Dash, accelerando sul posto e attaccando ad alta velocità. Nei livelli, il giocatore raccoglie i ring (anelli), che servono per difendersi dai nemici e che, una volta raccolti 100, concedono una vita extra. Se il personaggio viene attaccato, perde tutti i ring raccolti, senza i quali perde una vita quando subirà un altro danno. Nelle zone sono presenti anche dei potenziamenti posizionati in appositi monito, che forniscono alcuni bonus come vite extra o un temporaneo aumento dell'accelerazione. Ogni atto ha una durata massima di dieci minuti; alla fine dell'atto vengono assegnati al giocatori dei punti bonus in base al tempo impiegato. Nel caso in cui il personaggio perdesse una vita, il gioco ricomincia da capo o dall'ultimo checkpoint. Quando si raggiunge la fine di un livello, il giocatore deve segnare la fine del livello toccando il cartello raffigurante Robotnik. Alla fine di ogni livello, tranne Aerobase Zone, bisogna affrontare una battaglia contro un boss, che può variare a seconda dei casi tra Robotnik, Mecha Sonic o Knuckles.
Quando il giocatore completa un livello con almeno 50 ring, ha la possibilità di avanzare a uno dei sei livelli bonus, denominati Special Stage, saltando in un grande ring alla fine dell'atto. Come in Sonic the Hedgehog 2, anche in Sonic Pocket Adventure la fase speciale è rappresentata da un lungo tubo multicolore. Il giocatore deve raccogliere il numero richiesto di ring ed evitare gli spuntoni, scontrandosi con i quali il personaggio perde una parte dei ring raccolti. In caso di successo, si riceve lo Smeraldo del Caos e punti aggiuntivi per i ring raccolti. Solo sei dei sette smeraldi possono essere raccolti nelle fasi speciali; l'ultima gemma può essere ottenuta dopo aver sconfitto il boss nel livello Last Utopia Zone. Dopo aver raccolto tutti e sette gli Smeraldi del Caos, si sblocca il livello finale Chaotic Spaze Zone, in cui Sonic trasformato in Super Sonic, una super forma con velocità e forza aumentate e la capacità di volare, affronta Robotnik nello spazio, come in Sonic & Knuckles. La permanenza del personaggio in questa forma è limitata dal numero di ring che possiede, che diminuisce ogni secondo.
Il gioco include una funzione di salvataggio che consente al giocatore di rigiocare qualsiasi livello completato in precedenza. A differenza di Sonic 2, Sonic Pocket Adventure presenta alcune modalità aggiuntive esclusive. La prima, Trial Room, presenta due varianti, Time Trial e Advanced, rispettivamente una modalità di prova a tempo che classifica il giocatore in base alla velocità con cui completa ogni livello e una modalità analoga che però richiede anche che il giocatore completi ogni livello con 50 o più ring purché il tema venga registrato. La seconda modalità è Duel Room, dedicata al multigiocatore per due giocatori. Per giocare in multiplayer è necessario collegare le due console portatili tramite un caso dedicato. In Duel Room ci sono due varianti di gioco, Sonic Rush e Get the Rings. In Sonic Rush, i giocatori gareggiano tra loro per finire il livello per primi, mentre in Get the Rings bisogna raccogliere una quantità definita di ring prima dell'altro giocatore. Il secondo giocatore controlla Tails, che a differenza di altri giochi della serie, non può volare usando la coda. La terza modalità è Puzzle Room. Qui il giocatore assembla i ritratti dei personaggi di Sonic utilizzando pezzi di puzzle nascosti che si trovano nei livelli. Completando tutti e sei i puzzle si sblocca la modalità Sound Test, che permette di ascoltare le musiche presenti nel gioco.

### Zone
Come negli altri titoli della serie, i livelli sono conosciuti come zone e ciascuna zona è divisa in due parti. Il giocatore deve attraversare tutte le zone per completare il gioco, affrontando un boss in ogni seconda zona. Il gioco presenta sei zone regolari, oltre a una zona segreta contenente un unico livello. Di seguito è riportato l'elenco completo delle zone presenti nella modalità giocatore singolo.
- Neo South Island Zone: un'isola verde che si basa sul livello Green Hill Zone di Sonic the Hedgehog, anche se lo schema generale è una versione condensata di Emerald Hill Zone di Sonic the Hedgehog 2 ma con un maggior numero di giri della morte.
- Secret Plant Zone: un'area fortemente industrializzata in una grande città. Si tratta di un remake di Chemical Plant Zone di Sonic the Hedgehog 2, ma con molte modifiche grafiche.
- Cosmic Casino Zone: un'area a tema casinò. È un remake di Casino Night Zone di Sonic the Hedgehog 2, di cui riprende in gran parte il level design. Sono presenti molti paraurti e altri ostacoli a tema flipper.
- Acquatic Relix Zone: un'area con una serie di rovine romane alla periferia di una foresta. È un remake di Aquatic Ruin Zone di Sonic the Hedgehog 2, anche se con alcune modifiche.
- Sky Chase Zone: si svolge nel cielo, con piattaforme fluttuanti posizionate ai confini superiori e inferiori della zona. È fortemente ispirata all'omonima zona vista in Sonic the Hedgehog 2.
- Aerobase Zone: si svolge su una nave da guerra volante di grandi dimensioni. Riprende il design da Wing Fortress Zone di Sonic the Hedgehog 2, con una deviazione significativa solo verso la fine del livello.
- Gigantic Angel Zone: la base operativa del Dr. Robotnik nonché l'interno della zona precedente. Il design dello sfondo è ripreso dal secondo atto di Scrap Brain Zone del primo Sonic the Hedgehog, mentre gli elementi di gioco sono derivati da Metropolis Zone di Sonic the Hedgehog 2.
- Last Utopia Zone: è costituita unicamente da un'arena grigia con strisce di pericolo gialle e nere. Sullo sfondo, si può vedere l'immensità nera dello spazio e la superficie blu della Terra.
- Chaotic Space Zone: è un livello extra che può essere sbloccato dopo che Sonic avrà raccolto tutti e sette gli Smeraldi del Caos. Si svolge nello spazio, con lo sfondo caratterizzato dalla Terra in basso e dall'immensità nera dello spazio con le stelle blu che lo punteggiano in alto. È simile a Doomsday Zone di Sonic & Knuckles.

## Sviluppo e pubblicazione
Nell'agosto 1999, SNK annunciò la collaborazione con Sega per lo sviluppo di un gioco di Sonic the Hedgehog per il sistema portatile Neo Geo Pocket Color. Il gioco è stato sviluppato da SNK, con la supervisione di Yūji Naka e del Sonic Team di Sega. Questa è stata la prima volta che Sega è stata coinvolta direttamente nello sviluppo di un gioco di Sonic per una piattaforma diversa da quella di Sega. Precedentemente Tiger Electronics aveva concesso in licenza Sonic Jam per Game.com, ma in quel caso Sega non era coinvolta nello sviluppo. Il team ha sviluppato Sonic Pocket Adventure come un ritorno al classico stile di gioco 2D presente nei giochi di Sonic per Sega Mega Drive. In particolare, molti elementi visivi e di design del gioco sono stati tratti da Sonic 2. Il gioco è stato sviluppato da SNK con la supervisione di Yūji Naka e del Sonic Team. Anche le tracce della colonna sonora sono rivisitazioni a 8 bit delle musiche di Sonic 3 e Sonic & Knuckles. Sonic Pocket Adventure è stato pubblicato per la prima volta in Nord America il 4 dicembre 1999. SNK ha distribuito un bundle del Neo Geo Pocket Color con il gioco incluso per le festività natalizie. Il gioco è stato pubblicato in Europa il 25 febbraio 2000 e in Giappone il 25 maggio 2000.
Molti dei membri dello staff di SNK che svilupparono Sonic Pocket Adventure formarono Dimps nel 2000, un nuovo team finanziato da Sega, Sony e Bandai. La nuova società sviluppò Sonic Advance (2001) per Game Boy Advance e molti altri giochi di Sonic per sistemi portatili negli anni successivi.

## Accoglienza
| Testata                            | Giudizio |
| ---------------------------------- | -------- |
| GameRankings (media al 09-12-2019) | 83.00%   |
| AllGame                            | 4/5      |
| Computer and Video Games           | 5/5      |
| GameFan                            | 97%      |
| GameSpot                           | 8.3/10   |
| IGN                                | 10/10    |
| Official Dreamcast Magazine (USA)  | 9/10     |
| Gamers' Republic                   | B        |
| Pocket Magazine                    | 5/5      |

Sonic the Hedgehog Pocket Adventure ha ricevuto il plauso della critica. In generale, i critici ritengono che, nonostante la presenta di un sistema portatile, il gioco sia riuscito a catturare le stelle emozioni ad alta velocità e la stessa grafica nitida dei giochi originali per Mega Drive. Le lamentele più comuni riguardavano l'occasionale rallentamento del frame rate e la mancanza dello scorrimento in parallasse, ma la maggior parte concordava sul fatto che questi problemi non erano abbastanza invadenti da sminuire l'altrimenti grande qualità del gioco.
Alcuni critici hanno sottolineato le buone prestazioni dell'hardware del sistema nelle loro recensioni. Official Dreamcast Magazine ha elogiato il joystick della console portatile, ritenendolo migliore del controller del Mega Drive. Daily Radar ha ringraziato SNK per aver sviluppato uno schermo sufficientemente buono da evitare qualsiasi sfocatura di movimento indesiderata. IGN riteneva che il gioco fosse una killer app per il Neo Geo Pocket Color, assegnandogli un 10, e che ricoprisse il ruolo di platform che mancava disperatamente alla libreria del sistema. Official Dreamcast Magazine lo definì la ragion d'essere di SNK per il Neo Geo Pocket Color. AllGame non era d'accordo sul fatto che fosse una killer app, ma riteneva che mettesse in mostra la capacità di elaborazione del sistema. Computer and Video Games ha lodato la modalità giocatore singolo per la somiglianza con i titoli originali della serie a 16 bit.
In retrospettiva, IGN ha definito Sonic Pocket Adventure un prodotto di successo a un banco di prova per il team di sviluppo, dato che molti membri dello staff avrebbero sviluppato altri giochi di Sonic per console portatili come Dimps. IGN ha incluso Sonic Pocket Adventure nella sua lista dei giochi che avrebbe voluto vedere su Virtual Console di Nintendo DSi. Sebbene il Neo Geo Pocket Color non abbia avuto successo commerciale, Retro Gamer lo ha definito una macchina "fantasticamente giocabile" e Sonic Pocket Adventure uno dei migliori giochi della libreria della console e del catalogo di Sonic. GamesRadar ha inserito il gioco al sesto posto nella sua lista dei 25 migliori giochi di Sonic di tutti i tempi. Nel 2023, Time Extension ha identificato Sonic Pocket Adventure come uno dei migliori giochi per l'NGPC. Secondo IGN Italia, Sonic Pocket Adventure è stato capace di riprendere tutti i migliori elementi visti nei titoli della serie per Mega Drive, e meritava di essere ricordato di essere un ottimo gioco a piattaforme, in grado di rendere onore al personaggio Sega e dare un motivo per avere un Neo Geo Pocket Color. Lo stesso sito ha inserito il gioco al nono posto nella sua lista dei 10 migliori titoli della saga.